# Bar Kokhba-oprøret
Bar Kokhba-oprøret (132–135 .e.Kr.) (hebraisk: מרד בר כוכבא) mod Romerriget var det andet større oprør af jøderne i Iudaea og den sidste af de jødisk-romerske krige. Oprøret er kendt som den anden jødisk-romerske krig, det andet jødiske oprør og det tredje oprør (hvor Kitokrigene, 115–117, regnes som det andet).
Simon bar Kokhba, lederen af oprøret, blev udråbt som Messias, som ifølge Tanak skulle lede Israel til frihed. Oprøret førte til oprettelsen af en jødisk stat, som forblev fri i to år, for så at blive knust af en massiv romersk hær. Romerne lukkede derefter jøderne ude fra Jerusalem.
Jødiske kristne troede, at Jesus var Messias, og støttede ikke Bar Kokhba. De blev lukket ude fra Jerusalem som alle jøder. Krigen og dens efterspil førte til, at forskellene mellem jødedom og kristendom blev større.
| Historie | Spire Denne historieartikel er en spire som bør udbygges. Du er velkommen til at hjælpe Wikipedia ved at udvide den. |